# Gobierno Vasco
El Gobierno Vasco (en euskera, Eusko Jaurlaritza) es la entidad que ejerce el poder ejecutivo y dirige la Administración autonómica del País Vasco. Está compuesto por el presidente del Gobierno Vasco o lendakari (lehendakari), que es elegido por el Parlamento Vasco cada cuatro años, y por los consejeros que él mismo nombra tras ser investido. Su sede se encuentra en el distrito de Lakua, en Vitoria, sede de las administraciones de gobierno del País Vasco.

## Composición actual
En su XII legislatura, el Gobierno Vasco está presidido por Iñigo Urkullu, miembro del Partido Nacionalista Vasco, gracias a un pacto de gobierno alcanzado con el Partido Socialista de Euskadi-Euskadiko Ezkerra. Urkullu obtuvo el apoyo de 41 parlamentarios (31 del PNV y 10 del PSE-EE) en la sesión de investidura celebrada el día 3 de septiembre de 2020, siendo investido por la mayoría absoluta de la cámara. 
El lehendakari formó un gobierno de coalición compuesto por once departamentos;  al frente de cada uno de ellos se sitúa el consejero (en euskera, sailburu) con una estructura que cuenta con viceconsejeros, directores y secretarios, así como un cuerpo de funcionarios. La presidencia (en euskera, lehendakaritza), al frente de la cual se sitúa el lehendakari, se compone de varias Secretarías Generales que a su vez están compuestas por direcciones y delegaciones de diversas funciones.

## Lista de lendakaris
- Gobierno de Euskadi (Segunda República y exilio) (1936-1978):
  - 1936-1960: José Antonio Aguirre (EAJ-PNV) (en el exilio desde 1937)
  - 1960-1979: Jesús María de Leizaola (EAJ-PNV) (vuelve del exilio en 1979)
- Consejo General Vasco (Institución preautonómica) (1978-1980):
  - 1978-1979: Ramón Rubial (PSE)
  - 1979-1980: Carlos Garaikoetxea (EAJ-PNV)
- Gobierno Vasco (desde 1980):
  - 1980-1985: Carlos Garaikoetxea (EAJ-PNV)
  - 1985-1999: José Antonio Ardanza (EAJ-PNV)
  - 1999-2009: Juan José Ibarretxe (EAJ-PNV)
  - 2009-2012: Patxi López (PSE-EE)
  - 2012-2024: Iñigo Urkullu (EAJ-PNV)
  - 2024-actualidad: Imanol Pradales (EAJ-PNV)